# Стандартное пенетрационное испытание

Символ, используемый на чертежах

Стандартное пенетрационное испытание (standard penetration test, SPT) измерение количества ударов N, необходимое для пенетрации (прохождения устройства отбора в грунт, или породу). Тест является наиболее часто используемым во всем мире (за исключением России) геотехническим тестом в полевых условиях. Процедура испытаний описана в ISO 22476-3, ASTM D1586  и австралийских стандартах AS 1289.6.3.1. Многие местные и широко опубликованные международные корреляции, которые связывают количество ударов или значение N с инженерными свойствами грунтов, доступны для инженерно-геологических целей.

## Процедура
В испытании используется толстостенная трубка для образца с диаметром 50,8 мм. мм и внутренним диаметром 35 мм, а длина около 650 мм. Его забивают в грунт на забое скважины ударами обратного молотка массой 63,5 кг (140 фунт) падение с расстояния 760 мм (30 в). Пробирка для проб поворачивается на 150 мм в землю, а затем количество ударов, необходимое для проникновения трубы каждые 150 мм (6 в) до глубины 450 мм (18 в) записывается. Сумма количества ударов, необходимых для второго и третьего 6-дюймового проникновения, называется «стандартным сопротивлением проникновению» или «значением N». В тех случаях, когда 50 ударов недостаточно, чтобы продвинуть его через 150 мм (6 в) фиксируется интервал проникновения после 50 ударов. Подсчет ударов дает представление о плотности грунта и используется во многих эмпирических инженерно-геологических формулах.

## Цель
Дать представление об относительной плотности грунтов, таких как песок и гравий, из которых невозможно получить ненарушенные образцы. Большое достоинство теста и основная причина его широкого применения заключается в том, что он прост и недорог. Параметры прочности грунта, которые можно вывести, являются приблизительными, но могут быть полезным ориентиром в грунтовых условиях, когда невозможно получить скважинные образцы надлежащего качества, такие как гравий, песок, ил, глина, содержащая песок или гравий и слабую породу. В условиях, когда качество ненарушенного образца сомнительно, например, очень илистая или очень песчаная глина, или твердая глина, часто выгодно чередовать отбор проб со статическим зондированием для проверки прочности. Если обнаружится, что образцы неприемлемо деформированы, может потребоваться использование другого метода измерения прочности, такого как испытание плитой . При проведении испытания в сыпучих грунтах ниже уровня грунтовых вод возможно разрыхление грунта. В определенных обстоятельствах может быть полезно продолжать движение пробоотборника за пределами указанного расстояния, добавляя при необходимости дополнительные буровые штанги. Хотя это не стандартный тест на проникновение, и его не следует рассматривать как таковой, он может, по крайней мере, дать представление о том, действительно ли отложение настолько рыхлое, как может показать стандартный тест.
Полезность результатов SPT зависит от типа почвы: мелкозернистые пески дают наиболее полезные результаты, более крупные пески и илистые пески дают достаточно полезные результаты, а глинистые и гравийные почвы дают результаты, которые могут очень плохо отражать истинную почву. условия. Почвы в засушливых районах, например на западе США, могут иметь естественную цементацию. Это условие часто увеличивает стандартное значение проникновения.
SPT используется для получения результатов эмпирического определения восприимчивости песчаного слоя к разжижению почвы на основе исследований, проведенных Гарри Сидом, Т. Лесли Юдом и другими.

## Корреляция с механическими свойствами почвы
Обычной практикой является сопоставление результатов SPT со свойствами грунта, важными для инженерно-геологического проектирования. Результаты SPT представляют собой полевые измерения на месте, а не как подверженные возмущению образца, и часто являются единственными доступными результатами испытаний, поэтому использование корреляций стало обычной практикой во многих странах.
Приблизительная зависимость, приведенная в публикации инженерного руководства Инженерного корпуса армии США по конструкции шпунтовых свай, разработанная Терзаги и Пеком (1948 г.) и Тенгом (1962 г.), показывает в таблице ниже зависимость конкретно для значений SPT N и корреляции объемной плотности грунта. к относительной плотности и упоминается в техническом руководстве как влажная удельная масса в единицах pcf, преобразованная в метрические значения в таблице 
| Относительная плотность | Значение SPT N | Насыпная плотность (кг/м 3 ) |
| ----------------------- | -------------- | ---------------------------- |
| Очень свободный         | 0–4            | < 1 600                      |
| Свободный               | 5 - 10         | 1 530 - 2 000                |
| Середина                | 11 - 30        | 1 750 - 2 100                |
| Плотный                 | 31 - 50        | 1 750 - 2 245                |
| Очень плотный           | > 50           | > 2 100                      |

## Проблемы
Стандартный тест на проникновение извлекает сильно нарушенный образец, который, как правило, не подходит для тестов, измеряющих свойства структуры грунта на месте, такие как плотность, прочность и характеристики консолидации. Чтобы обойти это ограничение, испытание часто проводят с пробоотборником большего размера с немного другой формой наконечника, чтобы свести к минимуму возмущение образца, и проверка структурных свойств имеет смысл для всех грунтов, кроме мягких. Однако это приводит к подсчету ударов, который нелегко преобразовать в значения N SPT - было предложено множество преобразований, некоторые из которых зависят от типа отобранного грунта, что делает проблематичным использование подсчета ударов с нестандартными пробоотборниками.
Подсчет ударов при стандартном испытании на проникновение не представляет собой простое физическое свойство грунта и, следовательно, должен соотноситься с интересующими свойствами грунта, такими как прочность или плотность. Существует несколько корреляций, ни одна из которых не является очень качественной.  Использование данных SPT для прямого прогнозирования потенциала разжижения страдает от грубости корреляций и от необходимости «нормировать» данные SPT для учета давления вскрышных пород, метода отбора проб и других факторов.  Кроме того, метод не может собрать точные данные для слабых слоев грунта по нескольким причинам:
1. Результаты ограничены целыми числами для определенного интервала движения, но с очень низким количеством ударов, гранулярностью результатов и возможностью нулевого результата обработка данных усложняется. [7]
2. В рыхлых песках и очень мягких глинах движение пробоотборника значительно нарушит почву, в том числе за счет разжижения рыхлых песков, что даст результаты, основанные на нарушенных свойствах почвы, а не на свойствах неповрежденной почвы.

Было предложено множество методов для компенсации недостатков стандартного испытания на проникновение, в том числе испытание на проникновение конуса, испытания на сдвиг лопастей на месте и измерения скорости поперечной волны .